# 보스니아 왕국
보스니아 왕국(보스니아어: Bosansko kraljevstvo 보산스코 크랄리예브스코)은 중세 보스니아에 존재했던 왕국이다. 1377년 코트로마니치 왕가(Kotromanić) 출신의 보스니아의 수장인 트브르트코 1세(Tvrtko I)가 대관식과 함께 보스니아의 국왕으로 즉위하면서 설립되었으며 1463년 오스만 제국에 정복되면서 소멸되었다.